# Clan (canal de televisió)
Clan és un canal de televisió infantil pertanyent a TVE, que s'emet a través de televisió digital terrestre, Movistar Plus+, Vodafone TV i Orange TV. Emet programació destinada a nens d'educació infantil i primària, entre les 07:00 i una franja que pot variar entre les 22:00 i les 22:30. Durant la nit emet sèries juvenils i a la matinada de ficció.
Fins 2011, solia ser considerat com «el canal temàtic més vist a Espanya», i al costat de Teledeporte i 24h, ha aconseguit xifres històriques d'audiència, arribant a superar els canals nacionals en aquesta data.
Des de començaments de 2012, Clan va arribar a un acord amb l'Institut Nacional de Tecnologia de la Comunicació per publicar continguts que ensenyin als nens hàbits segurs a internet, oferint també consells de seguretat per a pares i tutors.A causa d'això, el canal va ser considerat com una «plataforma de gran utilitat per a docents de primària».
El 2010 es va llançar la revista Clan, una publicació de tirada nacional que s'emet mensualmente. Aquesta revista està adreçada a públic infantil d'entre 3 i 10 anys, i ofereix continguts sobre les sèries de canal, consells, jocs, pòsters, regals, sortejos, còmics, manualitats i contingut didàctic en general.

## Senyal en alta definició
El 20 de setembre de 2017 s'ha anunciat durant una reunió de Consell d'Administració de RTVE l'inici d'emissions en alta definició de canal, començant a emetre des del 31 d'octubre de 2017, juntament amb La 2 HD. Inicialment, els continguts del senyal de Clan HD provenien d'un reescalat des de la seva versió SD. No va ser fins a finals de novembre de 2018 quan van començar les emissions en HD natiu. El 23 de novembre de 2017 el operador Vodafone TV va procedir a incorporar de manera oficial el senyal a la seva oferta en els seus descodificadors TIVO

## Senyal internacional
Des 2017 el canal està disponible per satèl·lit d'Hispasat per Amèrica Llatina.

## Llengües d'emissió
Des de que va començar les emissions, les llengues d'emissió són en castellà i V.O., i els subtítols són únicament en castellà.
El nou president de RTVE José Pablo López, va anunciar la incoproacío dels audios en les diferents llengues cooficials de l'estat a les emissions de Clan en aquelles comunitats amb llengua pròpia començant pel català a finals del 2025 i posteriorment el gallec i l'eusquera. Més tard, es va anunciar que la disponibilitat de Clan en català es va retardar fins a la primavera del 2026.